# 沈卫
沈卫（1862年—1945年），字友霍，号淇泉，晚号兼巢老人，亦署名红豆馆主，浙江嘉兴人，晚清政治人物、书法家。

## 生平
光緒二十年（1894年），沈卫考中甲午恩科二甲进士，同年五月，改翰林院庶吉士。光緒二十一年四月，散館，授翰林院編修。沈卫历任甘肃主考、陕西学政。晚年寓居上海。

## 家族
沈卫是沈钧儒的十一叔。有孙名沈诒。

## 艺术成就
沈卫工书法，善诗文。